# Evolvulus saxifragus
Evolvulus saxifragus är en vindeväxtart som beskrevs av Carl Friedrich Philipp von Martius. Evolvulus saxifragus ingår i släktet Evolvulus och familjen vindeväxter. Inga underarter finns listade i Catalogue of Life.